# Шишкин, Павел Евгеньевич
Павел Евгеньевич Шишкин (род. 22 ноября 1959 года, город Никитовка, Сталинская область, Украинская ССР, СССР) — муниципальный деятель, глава администрации Старооскольского городского округа Белгородской области России в 2008—2013 годах.

## Биография
Родился 22 ноября 1959 года в семье шахтера. Отец родом из Губкинского района, мать — из Старооскольского района Белгородской области.
После возвращения родителей в 1961 году на свою малую родину жил в селе Николаевка Казачанского сельсовета Старооскольского района, через несколько лет семья переехала в Старый Оскол. После школы поступил в Белгородский технологический институт строительных материалов, который с отличием закончил в 1982 году, получил квалификацию «инженер-строитель». В том же году по собственному желанию пошел служить в Советскую Армию.
После армии трудовую деятельность начал в Старом Осколе в 1984 году мастером СУ-31 ПСМО «Электрометаллургстрой». С 1989 года работал начальником производственно-технического отдела, главным инженером, начальником СУ-4 ПСМО «Электрометаллургстрой». Принимал участие в строительстве ведущих объектов ОЭМК: стана-700 и стана-350, электросталеплавильного, ремонтно-механического и других цехов комбината. В 1995 году возглавил ТОО «Осколсельстрой».
В апреле 1996 года Н. П. Шевченко, избранный главой города Старый Оскол и Старооскольского района, пригласил П. Е. Шишкина в свою администрацию на должность заместителя главы администрации города и района по капитальному строительству. В 2003 году Шишкин вернулся работать председателем Совета директоров собственной строительной фирмы ООО «Зодиак».
В октябре 2007 года Шишкин был назначен первым заместителем главы администрации муниципального района «Город Старый Оскол и Старооскольский район» и одновременно — исполняющим обязанности главы муниципального района. Со 2 марта 2008 года на муниципальных выборах избран главой Старооскольского городского округа — главой администрации округа.
Имеет звание «Почетный строитель России», ряд других правительственных и общественных наград.
Жена — Наталья. Три дочери и два сына.